# Rui Osvaldo Aguiar Pfützenreuter
Rui Osvaldo Aguiar Pfützenreuter (Orleans, 3 de novembro de 1942 - São Paulo, 15 de abril de 1972) foi um jornalista, sociólogo, metalúrgico e militante do Partido Operário Revolucionário Trotskista, o PORT, desaparecido e morto na ditadura militar brasileira. 
É um dos casos investigados pela Comissão da Verdade, que apura mortes e desaparecimentos na ditadura militar brasileira.

## Juventude
Rui Osvaldo Aguiar Pfützenreuter nasceu em 3 de novembro de 1942 na cidade de Orleans, no sudeste de Santa Catarina. Filho de Osvaldo Pfützenreuter e de Leone Aguiar Pfützenreuter.
Cursou o primário no Grupo Escolar Costa Carneiro, em Orleans, e o secundário nos colégios São Ludgero e Dehon, em Tubarão.
Em 1964 graduou-se em jornalismo e sociologia na Universidade Federal do Rio Grande do Sul, em Porto Alegre.

## Ditadura
No mesmo ano de sua graduação, Rui Osvaldo Aguiar Pfützenreuter foi preso em Porto Alegre pelo Exército por fazer resistência à ditadura. Entre 1964 e 1965 mudou-se para São Paulo com o objetivo de organizar o Partido Operário Revolucionário Trotskista, o PORT, do qual foi um dos principais dirigentes. Embora o número reduzido de militantes, o PORT tinha forte atuação no meio operário, estudantil, entre intelectuais e artistas e no movimento camponês do Nordeste junto às Ligas Camponesas.
Vinculado ao setor de imprensa e publicação do PORT, Rui Osvaldo escrevia artigos para o jornal Frente Operária sob o codinome de Marcos Vinícius, nos quais tratava de assuntos variados sobre a situação do Brasil e do mundo. Fazendo frente ao regime militar e evocando as forças comunistas, o jornal circulava na clandestinidade. O Frente Operária também publicava textos do dirigente da Quarta Internacional, J. Posadas, sobre temas culturais e científicos, o papel da arte e da música e questões importantes à formação e compreensão do modo de vida socialista.
Em seu diário, Rui escreve sobre os riscos de sua atividade:
Deixo aqui lavrada a minha profissão de fé marxista, o meu propósito revolucionário sustentado dentro do trotskismo. De minha luta, de minha integração total, consciente de minha ação pelo progresso, pelo socialismo. E sei dos riscos e dos perigos, mas sei também que embora me eliminem fisicamente, jamais poderão varrer a minha contribuição, derrubar toda a minha valiosa herança que deixo a humanidade.
Apesar da clandestinidade, grande parte destas publicações trazia temas de interesse público e de combate ao domínio imperialista, circulando nos meios da esquerda, dos intelectuais e militares nacionalistas e progressistas, do clero, dos sindicatos urbanos e camponeses, estudantes e dos deputados mais atuantes.
Como estratégia de atuação do partido e meio de sobrevivência, Rui Osvaldo trabalhou em metalúrgicas como MWM International e Chiarioni.

## Prisão e morte
Sua prisão se deu no dia 14 de abril de 1972, quando se dirigia para uma reunião do PORT na casa dos militantes Barnabé Medeiros Filho e Isolda, na cidade de São Caetano do Sul, em São Paulo. 
No dia 12 de abril a casa havia sido tomada por policiais do DOI-CODI com a justificativa de que lá funcionava um aparelho da resistência. Segundo um documento do II Exército ao DOPS-SP datado de 13 de junho de 1972, Rui Osvaldo "foi morto em tiroteio com agentes de segurança no dia 15 de abril de 1972". A requisição do exame de corpo de delito trazia a seguinte informação: "Rui Osvaldo faleceu às 00h01 e nesse exato minuto seu corpo foi encontrado à Rua general Salgado Santos, 25, no Parque São Lucas". Numa das três vias desta requisição encontrava-se a letra "t" manuscrita, utilizada pelos militares para identificar supostos terroristas. O laudo pericial, assinado por Isaac Abramovitch e Antonio Valentini no dia 26 de abril, descreve dois tiros: "na face anterior do terço médio do antebraço direito, que saiu na face anterior, após fratura de dois ossos do antebraço e na face lateral do hemitorax direito, na linha axilar posterior na altura do nono espaço intercostal, que se alojou junto da região mamária esquerda". Como causa da morte, alegaram anemia aguda traumática. O corpo de Rui foi enterrado no mesmo dia no Cemitério Dom Bosco como indigente.
Seus amigos e familiares, entretanto, refutam a versão oficial. Um dos argumentos é que o PORT era contra a luta armada, logo Rui não estaria armado e não teria como começar um tiroteio. Outro é que a família não foi informada oficialmente sobre sua morte - eles descobriram somente quando o pai de Rui, após um telefonema anônimo dizendo que ele estava preso, viajou a São Paulo em busca de informações. Depois de muita insistência com os órgãos do governo Osvaldo foi informado de que Rui estava morto. Dentro dos arquivos ele encontrou uma foto de meio corpo do filho tirada após sua morte, em que era possível ver manchas escuras na cabeça e no pescoço. Essa foto é usada pela família como prova de que Rui foi torturado antes de morrer. Nos processos disciplinares do CREMESP (Conselho Regional de Medicina de São Paulo) iniciados em 1990 contra aqueles que assinaram laudos falsos de mortos e desaparecidos políticos, médicos legistas afirmaram que o laudo oficial é superficial e não contempla todas as informações, excluindo as lesões nas faces da fotografia e outras evidências de tortura - afim de assegurar a morte por tiro. Além disso, declarações dos presos políticos Aimberê Ferreira de Sá e Romero Melquiades de Araujo na Justiça Militar denunciaram a morte sob tortura de Rui no DOI-CODI de São Paulo.
Em 16 de maio de 1972, Osvaldo escreveu uma carta ao então presidente Emílio Garrastazu Médici colocando a morte de seu filho em pauta:
Há dias fui avisado de sua prisão pela polícia política, em circunstâncias nebulosas, pois nunca mais foi visto, estando pois desaparecido, desde que foi detido. Em São Paulo (...) dirigi-me à ‘OBAN’ e ao DOPS no dia 7 do corrente, onde me informaram: ‘Nada consta!’ ... Me dirigi novamente ao DOPS no dia 11, onde uma vez mais recebi uma resposta negativa e dali fui à OBAN, onde indignado e angustiado faço um pedido dramático e em alta voz que me dessem notícias de meu filho, que ao menos reconhecessem sua prisão e que me dissessem quando poderia estar com ele. Nada quebrou a frieza dos funcionários, nenhum deles, e todos sabiam da ‘via crucis’ em que havia se transformado minha vida, nenhum deles se dignou a dizer um `a`, uma orientação para localizá-lo, nada. Nenhum disse o que todos sabiam e que temiam e temem que seja público. Deste órgão (OBAN) me dirigi, numa última tentativa, ao IML, onde simplesmente me informaram que Rui deu entrada (em linguagem clara, morreu) no dia 15 e no mesmo dia foi enterrado no Cemitério de Perus. A minhas perguntas responderam simplesmente: ‘Vá ao DOPS’. Para obter a autorização para retirar a certidão de óbito e a autorização para transportar o corpo para sua terra natal, um funcionário de nome Jair Romeu me deu um papel com o nome do delegado Dr. Tácito, do DOPS. No DOPS o Dr. Tácito me disse desconhecer o caso e que voltasse na próxima segunda-feira (dia 15). Na data indicada fui ao DOPS, o Dr. Tácito encaminhou-me ao Dr. Bueno, que me mostrou entre vários papéis a certidão de óbito e uma fotografia de meio corpo de meu filho depois de morto. Nesta foto aparecem duas nítidas manchas escuras. E se tomo a iniciativa de denunciar e usar todos os canais para castigar os responsáveis e conseguir dar a meu filho um enterro digno em sua terra natal, é para que amanhã outros pais não tenham que, amargurados e silenciosamente, enterrar seus filhos, como se fosse possível enterrar junto a seus corpos, suas idéias, suas lembranças e a força renovadora de sua juventude. Uma grande lição a vida me ensinou, e meu filho, mais do que ninguém, a lição da solidariedade humana.
Cópias desta carta foram enviadas aos líderes dos dois partidos no Senado e na Câmara, aos jornais, aos principais bispos da Igreja Católica, ao Conselho de Defesa dos Direitos da Pessoa Humana e aos organismos de Direitos Humanos da ONU e da OEA. Também foi lida na Câmara dos Deputados pelo parlamentar oposicionista gaúcho Nadyr Rossetti em 12 de junho de 1972.
Depois disso, Osvaldo recebeu autorização para transportar o caixão de Rui de São Paulo a um jazigo da família em Santa Catarina.
Rui Osvaldo Aguiar Pfützenreuter está na lista dos mortos e desaparecidos da ditadura. Seu caso está sendo apurado na Comissão Nacional da Verdade.

## Homenagens
Seu nome batiza ruas das cidades de Florianópolis e Criciúma, em Santa Catarina, e do Rio de Janeiro.
No ano de sua morte, 1972, uma praça foi batizada com seu nome em Orleans.